# Titanoderma mediterraneum
Titanoderma mediterraneum (Foslie) Woelkerling, 1988  é o nome botânico  de uma espécie de algas vermelhas pluricelulares do gênero Titanoderma, família Corallinaceae.
- São algas marinhas encontradas na Europa (Itália, França e Espanha), África (Argélia e Marrocos) e em Cabo Verde.

## Sinonímia
- Litholepis mediterranea Foslie, 1905
- Melobesia mediterranea Foslie, 1906